# 55 kvadrata
Predstava 55 kvadrata Ivane Vuković u režiji Ivana Plazibata kultna je predstava HNK Split, te jedna od najnagrađivanijih predstava tog kazališta u povijesti. 

## O predstavi
Predstava je nastala prema dramskom tekstu 55 kvadrata Ivane Vuković koji je inspiriran svakodnevicom i kolumnom Jurice Pavičića. U središtu radnje je suvremena splitska obitelj tijekom ljetnih mjeseci. Izbačeni 1.5. iz stana koji unajmljuju, Lena i Tino odlučuju ljetne mjesece provesti kod Leninih roditelja, mlađeg brata i bake u stanu od 55 kvadrata. 
Predstava je premijerno izvedena 26. ožujka 2022. godine. 

## Autorski tim
Tekst: Ivana Vuković

Redatelj: Ivan Plazibat

Dramaturginja: Ivana Vuković

Scenografkinja: Tea Truta

Kostimografkinja: Petra Pavičić

Scenski pokret: Damir Klemenić

Skladatelj: Damir Šimunović

Izbor glazbe: Ivan Plazibat

Operater video kamere: Andrija Jurčević

Asistentica scenografije: Tina Vukasović

Oblikovatelj tona: Tomislav Luetić

Oblikovatelj svijetla: Srđan Barbarić

Operater video prijenosa: Ivica Kalinić

Autorica fotografije plakata: Tihana Iva Prolić

Igraju:

Tino: Goran Marković

Fani: Arijana Čulina

Lena: Ana Marija Veselčić

Luka: Roko Sikavica

Nataša: Snježana Sinovčić Šiškov

Đuro: Nikola Ivošević

## Nagrade
Nagrada hrvatskog glumišta, 2022.

- najbolja predstava u cjelini

- najbolju sporedna ženska uloga: Arijana Čulina

33. Marulićevi dani, 2023.

- Marul, nagrada za najbolju predstavu u cjelini

- Marul za žensku ulogu: Arijana Čulina

28. Međunarodni festival malih scena, 2023.

- Nagrada Nenad Šegvić za najbolju predstavu

- Nagrada Anđelko Štimac za najbolju režiju : Ivan Plazibat

- Nagrada Veljko Maričić za najbolju mušku ulogu: Goran Marković

- Nagrada Nenad Šegvić za najboljeg mladog glumca: Roko Sikavica

- Nagrada Dorian Sokolić za najbolju scenografiju : Tea Truta

30. Festival glumca, 2023.

- Nagrada Fabijan Šovagović za najbolju glumicu: Arijana Čulina

Festival Purgatorije, Tivat, Crna Gora, 2023.

- Nagrada za najbolju glumicu: Arijana Čulina

- Specijalna nagrada za najuspješniju vizualno tehničku inovaciju

Internacionalni teatarski susreti Brčko distrikta., 2023.

- Nagrada za najbolju mladu glumicu : Ana Marija Veselčić

- Nagrada za najboljeg mladog glumca: Roko Sikavica